# Nathan Burns
Nathan Burns (n. 7 mai 1988, Blayney⁠(d), Noul Wales de Sud, Australia) este un fotbalist australian.
Între 2007 și 2016, Burns a jucat 24 de meciuri și a marcat 3 goluri pentru echipa națională a Australiei.

## Statistici
| Australia | Australia | Australia |
| An        | Meciuri   | Goluri    |
| --------- | --------- | --------- |
| 2007      | 1         | 0         |
| 2008      | 1         | 0         |
| 2009      | 0         | 0         |
| 2010      | 2         | 0         |
| 2011      | 3         | 0         |
| 2012      | 0         | 0         |
| 2013      | 0         | 0         |
| 2014      | 0         | 0         |
| 2015      | 11        | 1         |
| 2016      | 6         | 2         |
| Total     | 24        | 3         |